# Джессика Джонс (2-й сезон)
Второй сезон американского телевизионного веб-сериала «Джессика Джонс», который основан на одноимённом персонаже комиксов Marvel, рассказывает о том, как Джонс берётся за новое дело после событий, связанных с её встречей с Килгрейвом. Сериал входит в Кинематографическую вселенную Marvel (КВМ), и он напрямую связан с фильмами и другими телесериалами франшизы. Производством сезона занималось Marvel Television совместно с ABC Studios и Tall Girls Productions. Шоураннером сезона является Мелисса Розенберг.
Кристен Риттер исполняет роль Джонс, и также из 1-го сезона возвращаются Рэйчел Тейлор, Кэрри-Энн Мосс и Эка Дарвилл, а в качестве гостей вернулись Уил Трэвэл и Дэвид Теннант. В этом сезоне к ним присоединились Дж. Р. Рамирес, Терри Чен, Лия Гибсон и Джанет Мактир. Второй сезон был заказан в январе 2016 года, а съёмки начались в апреле 2017 года параллельно с мини-сериалом «Защитники». Съёмки завершились в сентябре 2017 года.
Второй сезон был выпущен 8 марта 2018 года и получил в основном положительные отзывы от критиков, которые вновь похвалили игру Риттер и фокус сериала на женщинах, но посчитали, что сезон пострадал от проблем, связанных с темпом и отсутствием захватывающего злодея после Килгрейва Теннанта из первого сезона. 12 апреля 2018 года сериал «Джессика Джонс» был продлён на третий сезон.

## Эпизоды
| № общий | № в сезоне | Название                                                                          | Режиссёр            | Автор сценария                                         | Дата премьеры |
| --- | ---------- | --------------------------------------------------------------------------------- | ------------------- | ------------------------------------------------------ | ------------- |
| 14 | 1          | «Начнём сначала» «AKA Start at the Beginning»                                     | Анна Ферстер        | Мелисса Розенберг                                      | 8 марта 2018  |
| Суперсильный частный детектив Джессика Джонс стала известна в Нью-Йорке как герой-мститель с тех пор, как она убила своего мучителя Килгрейва. Триш Уокер, лучшая подруга и приёмная сестра Джессики, пытается убедить её расследовать её прошлое и компанию IGH, которая дала ей способности, но Джессику это не интересует. Уокер сталкивается со снижением рейтингов своего радиошоу «Trish Talk» и видит, что её бывший бойфренд Уилл Симпсон, над которым также экспериментировала IGH, следует за ней. Прайс Ченг, другой детектив, стремится привлечь Джонс в свою компанию по просьбе адвоката Джери Хогарт. Когда Джонс нападает и травмирует Ченга, он планирует подать на неё в суд вместе с Хогарт, которой уже предъявлен иск от её бывшей помощницы и любовницы. К Джонс обращается Роберт Коулман, называющий себя «Волчком» и также получивший суперскорость от IGH. Когда он погибает в результате очевидного несчастного случая на стройке, Джонс находит следы своего лекарства в заброшенном здании, куда, как она помнит, её водили и ставили над ней эксперименты. |            |                                                                                   |                     |                                                        |               |
| 15 | 2          | «Несчастный случай» «AKA Freak Accident»                                          | Минки Спиро         | Айда Машака Кроаль                                     | 8 марта 2018  |
| Джонс отправляется в дом Миклоша Козлова, врача IGH, который ставил эксперименты над Симпсоном. Она находит шиву для Козлова, который погиб в результате «странного несчастного случая». Один из армейских пациентов Козлова считает, что за этим стоит Симпсон, а Джонс подозревает, что он также убил Коулмана. Уокер просит Малкольма Дюкасса, соседа и партнёра Джессики по работе, помочь ей, вместо того, чтобы ещё больше вовлекать сопротивляющуюся Джонс. Уокер противостоит режиссёру Максимилиану Тейтуму по поводу сексуальных отношений, которые у них были, когда она была маленькой актрисой, работавшей на него, угрожая публично раскрыть это, если он не поможет ей получить доступ к записям в больнице, на которую он имеет влияние. После того, как Тейтум отказывается, Уокер сталкивается с Симпсоном. Джонс также прибывает, разыскав Уокер, когда она не отвечала на звонки. Симпсон утверждает, что Козлова и Коулмана убил кто-то другой, над кем IGH проводила эксперименты, и что он здесь только для того, чтобы защитить Уокер, поскольку было замечено, что она расследует IGH. Вскоре появляется этот человек и убивает Симпсона, а Джонс уводит Уокер в безопасное место.          |            |                                                                                   |                     |                                                        |               |
| 16 | 3          | «Единственная выжившая» «AKA Sole Survivor»                                       | Майрзи Алмас        | Лиза Рэндольф                                          | 8 марта 2018  |
| У Хогарт диагностирован БАС, и её партнёры по юридической фирме Стивен Беновиц и Линда Чао планируют выкупить её долю на основании пункта в их контрактах. Джонс соглашается провести расследование в отношении других партнёров, чтобы найти материалы для шантажа. Джонс получает уведомление о выселении от нового управляющего её зданием Оскара Арочо, который опасается способностей Джонс. Она также обнаруживает имя Лесли Хансен в заброшенном здании IGH. Хансен была врачом в больнице, куда Джонс была доставлена после несчастного случая, в результате которого погибла её семья. Джонс и Уокер находят квартиру Хансен пустой, а в подвале — обугленную человеческую голову. Уокер использует своё радиошоу, чтобы запросить у общественности информацию о Хансен, и получает звонок от женщины, называющей себя Хансен. Джонс встречается с ней и узнаёт, что она умерла после несчастного случая, но IGH вернула её к жизни; сверхспособности были побочным эффектом. Джонс злит женщину, которая сбегает, используя способности, подобные способностям Джонс. Анализ ДНК показывает, что обугленная голова принадлежит настоящей Лесли Хансен.                                                     |            |                                                                                   |                     |                                                        |               |
| 17 | 4          | «Да поможет Господь бродяге» «AKA God Help the Hobo»                              | Дебора Чоу          | Джек Кенни                                             | 8 марта 2018  |
| Хогарт ищет способы безболезненно покончить со своей жизнью, что не поддерживает её врач. Ченг увольняет Хогарт за то, что она больше не уделяет приоритетного внимания ему и его судебному процессу, а также предлагает Дюкассу работу в своей компании. Дюкасс отказывается от этой роли, и Джонс обещает работать с ним лучше. Джонс и Уокер пытаются выяснить, кем была таинственная женщина, выдававшая себя за Хансен, и Джонс шантажирует Тейтума и заставляет его забрать файлы IGH из больницы. В дополнение к Джонс и Коулману, есть досье на Инес Грин. Они находят её живущей на улице, где она объясняет, что была медсестрой в больнице, которая была серьёзно ранена таинственной женщиной. Джонс и Уокер обещают обеспечить ей безопасность. Ченг посылает одного из своих людей украсть все исследования Джонс из её офиса, надеясь найти что-нибудь, что можно было бы использовать против неё. На мужчину нападает таинственная женщина, которая разрывает его на части. Когда Джонс прибывает, её арестовывают за убийство. Уокер пытается помочь ей, используя усилитель производительности IGH, который она взяла у Симпсона, но её также арестовывают. Дюкасс уводит Грин в безопасное место. |            |                                                                                   |                     |                                                        |               |
| 18 | 5          | «Осьминог» «AKA The Octopus»                                                      | Миллисент Шелтон    | Джейми Кинг                                            | 8 марта 2018  |
| Джонс проводит день в полицейском участке, прежде чем Хогарт убеждает её сказать правду. Детектив Эдди Коста верит Джонс и отпускает её, пообещав, что она будет держать Косту в курсе своего расследования. Уокер, которую выручила её мать, борется с последствиями употребления препарата IGH. Её новый бойфренд Гриффин Синклер просит её выйти за него замуж, но Уокер ему отказывает. Она снова принимает препарат IGH. Дюкасс отводит Грин к Хогарт, которая соглашается защищать её. Хогарт спрашивает Грин об экспериментах IGH. Джонс встречается с Дэвидом Кавеки, заключённым психиатрической больницы, отбывающим срок за убийство коллеги Грин, медсестры, которая на самом деле была убита таинственной женщиной. Джонс узнаёт об общем интересе Кавеки к осьминогам с врачом IGH и посещает аквариум. Она узнаёт доктора Карла Малуса, которого она видела после несчастного случая. Он встречается с таинственной женщиной, которая, обнаружив, что Джонс наблюдает за ними, разбивает стеклянную ограду аквариума, чтобы создать переполох и прикрыть их побег. |            |                                                                                   |                     |                                                        |               |
| 19 | 6          | «Фейстайм» «AKA Facetime»                                                         | Джет Уилкинсон      | Раэль Такер                                            | 8 марта 2018  |
| Уокер становится зависимой от препарата IGH и начинает искать преступников для нападения. На кадрах с камер наблюдения за пределами аквариума видно, как Малус накачивает женщину успокоительным и заставляет её уйти с ним, несмотря на то, что раньше они казались любящей парой. Джонс отправляет Дюкасса в его старый университет, где он был отстранён от занятий за пристрастие к наркотикам, чтобы расследовать дело Малуса. Они узнают о Джастисе Эмброузе, который учился в университете вместе с Малусом и, похоже, годами оплачивал все его личные расходы. Джонс противостоит Эмброузу, который объясняет, что его сын Эрик родился со смертельным генетическим дефектом, который Малус вылечил с помощью своих экспериментальных методов лечения. По-видимому, что у Эрика нет особых способностей, и Джонс угрожает ему, чтобы узнать местонахождение Малуса. Джонс отправляется на место, где она находит Малуса и женщину, живущих вместе. Последняя утверждает, что является матерью Джонс. Грин понимает, что у Хогарт БАС, и рассказывает ей, что был пациент IGH, который мог исцелять людей, прикасаясь к ним, и он спас ей жизнь после того, как женщина напала на неё.                        |            |                                                                                   |                     |                                                        |               |
| 20 | 7          | «I Want Your Cray Cray» «AKA I Want Your Cray Cray»                               | Дженнифер Гетцингер | Хилли Хикс-мл.                                         | 8 марта 2018  |
| Годами ранее, после того, как Брайан Джонс и его сын Филлип погибли в результате несчастного случая, его жена Алиса и дочь Джессика были срочно доставлены в больницу. Доктор Лесли Хансен тайно отвезла их в IGH. Джессику спасают и возвращают в больницу через 20 дней, но травмы Алисы серьёзны, а лечение занимает годы, изменяя её внешность и вызывая повышенную силу и резкие перепады настроения. Джессику усыновляют Уокеры, но со временем она отдаляется от приёмной семьи, особенно после того, как Триш становится наркоманкой в начале своей карьеры поп-звезды. Намереваясь увидеть Джессику, Алиса сбегает из IGH, убив медсестру и тяжело ранив Грин. Она застаёт Джессику живущей с новым бойфрендом, Стирлингом Адамсом, но видит, что он, очевидно, пытается воспользоваться ею, и убивает его в приступе ярости. Вернувшись в IGH, Малус обещает Алисе, что излечит её от побочных эффектов. Смерть Адамса приводит к тому, что Джессика вновь встречается с Триш, помогая ей стать трезвой. Теперь Джессика отказывается простить Алису и нападает на неё; Малус приводит Джессику в бессознательное состояние с помощью успокоительного.                                                     |            |                                                                                   |                     |                                                        |               |
| 21 | 8          | «Разве нам не весело» «'AKA Ain't We Got Fun'»                                    | Зетна Фуэнтес       | Гейб Фонсека                                           | 8 марта 2018  |
| Триш спит с Дюкассом, и он замечает, что она пристрастилась к препарату IGH. Когда она отказывается признать это, он уходит и решает продолжить расследование Джессики в отношении партнёров Хогарт. Он обнаруживает, что Беновиц является скрытым геем и часто посещает гей-бар без ведома своей жены. Дюкасс говорит Беновицу, что Чао наняла его, и Беновиц передаёт Дюкассу материалы для шантажа, которые у него есть на неё. За пределами гей-бара на Дюкасса нападают гомофобы. Триш спасает его и даёт ему немного препарата IGH, чтобы помочь ему поправиться, но для Дюкасса это слишком, и он убегает. Хогарт навещает Шейна Райбека, человека, который может исцелять людей своими руками. Он в тюрьме, но она берёт его к себе в качестве клиента. Джессика вызывает полицию в дом Малуса, и он сбегает. Алиса решает остаться с Джессикой и надеется доказать, что она тот же человек, который вырастил Джессику, несмотря на то, что выглядит по-другому и у неё резкие перепады настроения. Они идут в квартиру Джессики, где в них стреляют снаружи. Джессика ранена, что приводит Алису в ярость.                                                                                                  |            |                                                                                   |                     |                                                        |               |
| 22 | 9          | «Акула в ванной, монстр в постели» «AKA Shark in the Bathtub, Monster in the Bed» | Розмари Родригес    | Дженни Клейн                                           | 8 марта 2018  |
| Желая отомстить за смерть своего человека, Ченг пытается убить Алису. Стреляя в неё с другой стороны улицы, он попадает только в Джессику. Алиса мчится, чтобы найти и убить Ченга, но Джессике удаётся первой вырубить его и убедить Алису найти другое решение, помимо убийства. Райбека выпускают из тюрьмы, и он пытается исцелить Хогарт, но не может обещать, что это сработает. Во время прямой трансляции своего радиошоу Триш, находящаяся под воздействием препарата IGH, возмущается поверхностностью программ своего шоу и увольняется. Ей предлагают желанную работу на телевидении, но она понимает, что у неё закончился препарат. Арочо, чьи отношения с Джессикой стали менее враждебными и более романтичными, приходит к Джессике, когда его бывшая жена похищает их сына Видо. Джессика и Алиса мчатся спасать Видо, используя свои способности во благо. Алиса видит потенциал жизни с Джессикой, делая добро таким образом, но всё равно хочет защитить Джессику, убив Ченга и сбежав. Джессика освобождает Ченга, и когда Алиса бросается в погоню, она сталкивается с полицией и сдаётся им.                                                                                                 |            |                                                                                   |                     |                                                        |               |
| 23 | 10         | «Свиная отбивная» «AKA Pork Chop»                                                 | Ниса Хардиман       | Айда Машака Кроаль                                     | 8 марта 2018  |
| Хогарт заключает сделку о признании вины для Алисы, по которой она может избежать Рафта, тюрьмы для людей со сверхспособностями, если выдаст Малуса. Алиса соглашается, когда Джессика обещает обеспечить безопасность Малуса. Триш борется с ломкой во время своего телевизионного прослушивания, где она случайно слышит, что суперсильный убийца пойман. Джессика всё объясняет Триш и Дюкассу, но велит им держаться подальше. Она находит Малуса и убеждает его уехать в страну, где нет экстрадиции, чтобы Алиса могла говорить о нём, не опасаясь, что его поймают. Сначала он ждёт новый паспорт, предоставленный Арочо, а также говорит Джессике, что никогда не лечил Райбека. Хогарт не верит Джессике, когда она говорит это, но она приходит домой и обнаруживает, что Грин и Райбек ограбили её (и таким образом понимает, что она не была вылечена). Триш и Дюкасс решают сами выследить Малуса, в то время как Джессика обнаруживает, что Алису мучает один из её охранников, Дейл Холидей. Расследуя его, Джессика находит доказательства того, что он и раньше убивал заключённых. Он нападает на неё, и она случайно убивает его в целях самообороны.                                             |            |                                                                                   |                     |                                                        |               |
| 24 | 11         | «Три жизни и подсчёт» «AKA Three Lives and Counting»                              | Дженнифер Линч      | Джек Кенни и Лиза Рэндольф                             | 8 марта 2018  |
| Джессика обставляет смерть Холидея как самоубийство, и у неё начинаются галлюцинации о Килгрейве. Триш вырубает Дюкасса и удерживает его, а также просит Малуса наделить её способностями, подобными способностям Джессики. Джессика приезжает с паспортом от Арочо, чтобы отдать Малусу, и обнаруживает, что его нет. Она выслеживает их как раз в тот момент, когда Дюкасс освобождается, но Триш удаётся сбежать с Малусом. После смерти Холидея Алиса получает нового охранника, который хорошо к ней относится. Джессика ругает Дюкасса за то, что он не доверял ей и воспользовался их рабочими отношениями. Они оба согласны с тем, что он больше не должен на неё работать. Малус отводит Триш в старое учреждение IGH, где начинает подвергать её тому же процессу, который изменил Джессику и Алису. Прибывает Джессика и останавливает процедуру, и тогда её галлюцинация Килгрейва почти убеждает её убить Малуса. Она останавливает себя, но Малус решает покончить с собой. Он уничтожает учреждение вместе с собой внутри, в то время как Джессика везёт Триш в больницу. Алиса узнаёт о смерти Малуса из репортажа в новостях, убивает своего нового охранника и сбегает из тюрьмы.                  |            |                                                                                   |                     |                                                        |               |
| 25 | 12         | «Помолитесь за мою Пэтси» «AKA Pray for My Patsy»                                 | Лиз Фридлендер      | Раэль Такер и Хилли Хикс-мл.                           | 8 марта 2018  |
| Алиса отправляется на поиски Триш, обвиняя её в смерти Малуса. Она терроризирует студию «Trish Talk» прежде чем увидеть мать Триш в интервью, в котором обсуждается, почему она сейчас госпитализирована. Джессика защищает Триш в больнице от Алисы. Когда Коста и его напарница Рут Сандэй прибывают, они пытаются арестовать Алису. Джессика пытается отговорить Алису, но она хватает Сандэй и выпрыгивает из больницы, из-за чего Сандэй разбивается. Коста говорит Джессике держаться подальше от полиции, но она тайно организует встречу с Алисой в квартире Триш. Триш злится на Джессику за то, что та досрочно прекратила процедуру, но вскоре у неё начинаются сильные конвульсии. Хогарт выслеживает Грин и рассказывает ей сфабрикованную историю о том, как Райбек тайно обманывал нескольких женщин. Давая Грин пистолет, Хогарт наблюдает, как она противостоит Райбеку и стреляет в него. Затем Хогарт вызывает полицию. В квартире Триш Джессика хочет убить Алису, но не может этого сделать. Алиса вырубает Джессику и похищает её. |            |                                                                                   |                     |                                                        |               |
| 26 | 13         | «Плейленд» «AKA Playland»                                                         | Ута Бризевиц        | Сюжет : Джесси Харрис Телесценарий : Мелисса Розенберг | 8 марта 2018  |
| Джессика пытается сопротивляться Алисе, но в конце концов решает работать с ней. Они едут к границе Мексики и США, спасая по дороге семью, попавшую в ДТП. Джессика встречается с Арочо, чтобы оформить новые документы, чтобы они могли пересечь границу, но за ним следит полиция. Затем Джессика и Алиса едут в сторону канадско-американской границы, но сталкиваются с полицейскими заграждениями на дороге. Затем они отправляются в близлежащий парк развлечений Плейленд, где Алиса решает дождаться прибытия полиции. Триш видит репортаж о ДТП и рассказывает Косте о дорожных заграждениях. Вспомнив, что семья Джонс посещала Плейленд до несчастного случая, Триш отправляется туда и убивает Алису. Джессика берёт вину на себя, но не прощает Триш. Позже Триш обнаруживает, что её рефлексы обострились. Дюкасс передаёт найденные им материалы для шантажа Хогарт, позволяя ей уйти из юридической фирмы с достаточным количеством денег, чтобы открыть свою собственную. Затем Дюкасс начинает работать на Хогарт в агентстве Ченга. Джессика знакомится с некоторыми аспектами нормальной жизни вместе с Арочо.                                                                                   |            |                                                                                   |                     |                                                        |               |

## В ролях
| - Кристен Риттер — Джессика Джонс - Рэйчел Тейлор — Патриша «Триш» Уокер - Эка Дарвилл — Малкольм Дюкасс - Дж. Р. Рамирес — Оскар Арочо - Терри Чен — Прайс Ченг - Лия Гибсон — Инес Грин - Кэрри-Энн Мосс — Джери Хогарт - Джанет Мактир — Алиса Джонс | - Хэл Озсан — Гриффин Синклер - Мори Гинзберг — Стивен Беновиц - Кевин Чакон — Видо Арочо - Ребекка Де Морнэй — Дороти Уокер - Джон Вентимилья — Эдди Коста - Лиза Тарпс — Рут Сандэй - Каллум Кит Ренни — Карл Малус - Иден Мерришоу — Шейн Райбек | - Уил Трэвэл — Уилл Симпсон - Элден Хенсон — Фогги Нельсон - Дэниел Маркус — Мори Таттлбаум - Дэвид Теннант — Килгрейв - Роб Морган — Тёрк Барретт - Тихуана Рикс — Темби Уоллес |

## Производство

### Разработка
В январе 2015 года главный исполнительный директор Netflix Тед Сарандос заявил, что сериал «Джессика Джонс» «имеет потенциал на несколько сезонов», а Netflix будет смотреть «насколько хороший отклик [они] имеют как у поклонников Marvel, так и у более широкой аудитории», чтобы решить, уместны ли дополнительные сезоны. В июле 2015 года Сарандос заявил, что у некоторых сериалов про Защитников «выборочно будет несколько сезонов по мере выпуска», а шоураннер сериала Мелисса Розенберг выразила надежду, что «Джессика Джонс» получит дополнительный сезон до выхода «Защитников». Позже Розенберг более подробно сказала, что Marvel Television и Netflix разрабатывают размещение потенциального второго сезона, хотя «с точки зрения логистики может оказаться невозможным» дебют второго сезона «Джессики Джонс» до «Защитников»; Сарандос позже подтвердил, что тут такой случай, заявив, что сезон будет выпущен после выхода «Защитников» в 2017 году. 17 января 2016 года Netflix заказал второй сезон из 13 эпизодов. Раэль Такер присоединилась к сезону в качестве исполнительного продюсера и сценариста, заменив Лиз Фридман из первого сезона, которая покинула сериал, чтобы работать над пилотным эпизодом для сериала ABC «Приговор».

### Сценарий
Розенберг и сценаристы сезона уже наполовину написали сценарии к августу 2016 года, и сценарии были завершены к концу октября 2016 года. При написании сценариев во время президентских выборов в США в 2016 году Розенберг отметила, что она «была просто так зла» и что она и команда сценаристов пытались передать героям «ту ярость, которую Хиллари [Клинтон], должно быть, испытывала каждый день». Поскольку «Защитники» были выпущены до выпуска сезона, Розенберг использовал мини-сериал как возможность помочь «подготовить» элементы для сезона, работая над этим с исполнительными продюсерами и сценаристами «Защитников» Дагом Петри и Марко Рамиресом.
Розенберг хотела «продолжить работу с персонажем [Джессики Джонс]» в этом сезоне, сказав: «Она очень повреждённый персонаж, её повреждения выходят за рамки Килгрейва [Дэвида Теннанта]. В её предыстории и в её сегодняшней ситуации есть многое, что можно почерпнуть». Актриса Кристен Риттер сказала, что второй сезон будет эволюционировать от первого и что для Джонс «первый сезон был в её голове, а второй сезон — в её сердце», добавив, что Джонс «находится в довольно мрачном настроении» в начале сезона и что сезон на этот раз будет «более эмоциональным триллером». На вопрос о том, может ли Теннант вернуться для второго сезона, Розенберг сказала: «Конечно, когда у вас есть Дэвид Теннант, вы хотите, чтобы он был рядом всегда….Но шоу называется „Джессика Джонс“, и история рассказывает о судьбе Джессики, и как это должно проявиться в наилучшей форме?» Однако было отмечено, что Килгрейва будет «трудно превзойти», причём глава Marvel Television Джеф Лоуб сказал: «Одна из важных вещей в любом шоу Marvel заключается в том, что ваш герой часто определяется тем, насколько силён ваш антагонист», при этом Розенберг добавила, что цель нового злодея или злодеев в сезоне будет не соответствовать или делать то, что было сделано с Килгрейвом. Поскольку Килгрейв всё таки появляется в сезоне, Розенберг чувствовала, что было важно, чтобы он вернулся, чтобы «снова стать тем зеркалом» для Джонс, поскольку он «такая часть её построения и её дилеммы».
Розенберг также надеялась «еще больше расширить представление о наборе персонажей и мире Джессики», уделяя больше экранного времени второстепенным персонажам, отметив, что в первом сезоне «фишка шоу под названием „Джессика Джонс“ [в том, что] если её нет на сцене, это не гарантия того, что сцена попадет в финальную картину. Вы должны разработать истории второстепенных персонажей. Вы должны воплотить их в жизнь настолько, чтобы в конечном итоге они могли рассказать свои собственные истории» в будущих сезонах. Она также хотела продолжить исследовать отношения между Джонс и Триш Уокер, заявив: «Это основные взаимоотношения в произведении. Они о женской дружбе, они о том, как развиваются подруги, (на самом деле они сёстры) и они о том, как они развиваются и отталкиваются друг от друга». По поводу того, что Джонс стала знаменитой после своего героизма в первом сезоне, Риттер сказала: «Она ограничивает свой круг общения, потому что не хочет, чтобы люди были в её жизни, так что нет учебника о том, как справляться с новой популярностью или новыми взглядами на тебя». Говоря о социальных проблемах, которые она надеялась решить в этом сезоне, после освещения «вопросов выбора, межрасовых отношений, домашнего насилия и вопросов согласия», а также изучения «феминизма и того, как быть женщиной в этом мире» в первом, Розенберг сказала: «Я пока не совсем уверена, с какими социальными проблемами мы имеем дело [во 2-м сезоне]. Мы просто пытаемся найти какой-то резонанс [для Джессики Джонс] и новое место, чтобы подтолкнуть её, дать Кристен что-то новое для игры и действительно раздвинуть границы персонажа».
После того, как большая часть первого сезона была взята из комикса Alias, Розенберг захотела продолжить эту тенденцию во втором сезоне, но она признала, что «КВМ сильно отличается от комиксов с точки зрения своей мифологии. В комиксах всё шло к „Гражданской войне“ и всё такое, а здесь всё не так. Суть этого в том, что мы, вероятно, не сможем продолжать создавать параллельные сюжетные линии [с Alias]». По поводу того, что Джонс продолжает бороться с теми же проблемами во втором сезоне, Лоуб сказал: «Конец [первого сезона], и это была одна из вещей, которая была очень важна, когда мы говорили о конце первого [сезона], это не было в духе: „О, я одержала победу, и теперь я могу сесть в свой автомобиль на воздушной подушке и присоединиться к Мстителям“. Это была не та история, которую нам было интересно рассказывать». Розенберг подробнее рассказала, сравнив «Джессику Джонс» со своим предыдущим сериалом «Декстером», сказав, что она узнала, что «вы можете улучшить персонажа, но вы никогда не захотите вылечить его. Что касается Декстера, то в тот момент, когда он почувствовал вину или признал, что он „плохой“, шоу конец. Он больше не социопат. Эквивалентом для нас было бы, если бы Джессика каким-то образом оправилась от нанесённого ей ущерба. Люди так просто не исцеляются». Она добавила, что убийство Килгрейва от рук Джонс в конце первого сезона было «опытом, изменившим жизнь» и тем, что повлияет на персонажа в дальнейшем. Розенберг также заявила, что сезон будет посвящён «тому, чтобы глубже погрузиться в этот хаос и снять эти слои [жизни Джонс], просто докопаться до сути её существа» после того, как первый сезон был сосредоточен на травме Джонс и столкновении с её обидчиком.

### Подбор актёров
После того, как был заказан сезон, несколько основных актёров сообщили, что они вернутся во втором сезоне, среди них были Риттер в роли Джессики Джонс, Рэйчел Тейлор в роли Патриши «Триш» Уокер и Кэрри-Энн Мосс в роли Джери Хогарт. Эка Дарвилл также вернулся к своей роли Малкольма Дюкасса. В марте 2017 года Дж. Р. Рамирес был выбран на роль Оскара Арочо, о чём стало известно в июле после выхода в эфир эпизода сериала «Власть в ночном городе», где умер его персонаж. В апреле 2017 года Джанет Мактир получила нераскрытую на тот момент роль персонажа, который, как сообщалось, оказывает «огромное влияние на жизнь Джессики». Выяснилось, что она получила роль Алисы Джонс, матери Джессики, роль которой во флэшбэках первого сезона исполняла Мириам Шор. К июлю к актерскому составу также присоединилась Лия Гибсон в роли Инес Грин. Также к сезону присоединился Терри Чен в роли Прайса Ченга.
В августе 2017 года было подтверждено, что Дэвид Теннант вновь исполнит свою роль Килгрейва, появившись в качестве галлюцинации, и что Уил Трэвэл также вернётся в роли Уилла Симпсона. Среди повторяющихся персонажей в сезоне присутствуют Дороти Уокер (Ребекка Де Морнэй), Видо Арочо (Кевин Чакон) и Карл Малус (Каллум Кит Ренни). Элден Хенсон и Роб Морган вновь исполняют свои соответствующие роли Фогги Нельсона и Тёрка Барретта из предыдущих сериалов Marvel от Netflix.

### Съёмки
Съёмки начались на неделе 3 апреля 2017 года в Нью-Йорке, снова под рабочим названием «Violet». Они последовали за окончанием производства «Защитников» в марте, когда Риттер в мае 2016 года сообщила, что сезон будет сниматься параллельно с «Защитниками». Съемки проходили в Аквариуме и выставочном центре Лонг-Айленда. Съёмки сезона завершились 14 сентября 2017 года.
Приближаясь ко второму сезону, Розенберг хотела увеличить число женщин-режиссёров, работающих над сериалом, в качестве дополнительного толчка к репрезентации. Это была цель, с которой «Marvel была полностью согласна», и, учитывая спрос на многих талантливых женщин-режиссёров в то время, продюсеры сериала хотели сначала нанять только женщин-режиссёров и при необходимости обратиться к режиссёрам-мужчинам позже на этапе подготовки к производству. Другой член съёмочной группы предположил, что в сезоне будут снимать только женщины-режиссёры, что-то, что Розенберг «не рассматривала [как] концепцию до этого разговора». Она быстро сделала это целью производства, и в октябре 2016 года Розенберг подтвердила, что режиссёрами всех 13 эпизодов сезона будут женщины. Картины Оскара в этом сезоне были созданы художником комиксов Дэвидом Маком, который рисовал обложки для комиксов о Джессике Джонс.

### Музыка
16 марта 2018 года Hollywood Records и Marvel Music выпустили в цифровом виде альбом с саундтреками к сезону, в который входят музыка Шона Кэллери и оригинальная песня «I Want Your Cray Cray».
Автор музыки — Шон Кэллери.
| №                   | Название                                                          | Длительность |
| ------------------- | ----------------------------------------------------------------- | ------------ |
| 1.                  | «Jessica Jones Main Title (Double Shot Version)»                  | 5:11         |
| 2.                  | «The Experiment Room»                                             | 2:12         |
| 3.                  | «Malcolm Suits Up»                                                | 1:11         |
| 4.                  | «The Bear on the Wall»                                            | 5:13         |
| 5.                  | «Alisa's Theme»                                                   | 2:32         |
| 6.                  | «Run Whizzer Run»                                                 | 2:51         |
| 7.                  | «I Want Your Cray Cray» (в исполнении Рэйчел Тейлор и Канди Марк) | 2:49         |
| 8.                  | «Hogarth’s Unexpected News»                                       | 1:34         |
| 9.                  | «Malcolm and Trish»                                               | 1:21         |
| 10.                 | «Gunpoint»                                                        | 3:16         |
| 11.                 | «Rooftop Movie Night»                                             | 1:20         |
| 12.                 | «Alisa Surrounded»                                                | 4:11         |
| 13.                 | «It Didn't Have to Be You»                                        | 2:51         |
| 14.                 | «Hogarth Getting Even»                                            | 1:54         |
| 15.                 | «Roadside Assistance»                                             | 3:27         |
| 16.                 | «The Abandoned Lab»                                               | 4:09         |
| 17.                 | «Cheng Window Shot»                                               | 2:00         |
| 18.                 | «Escaping the Fire»                                               | 4:18         |
| 19.                 | «The Ferris Wheel»                                                | 3:28         |
| 20.                 | «Starting at the Beginning»                                       | 1:17         |
| Общая длительность: | Общая длительность:                                               | 57:05        |

### Связь с КВМ
В сезоне есть несколько отсылок к событиям фильма «Первый мститель: Противостояние», включая сломанный щит игрушечного Капитана Америки, который принадлежит Видо Арочо, а также упоминание тюрьмы Рафт. В сезоне также упоминается Rand Corporation из сериала «Железный кулак».

## Маркетинг
В декабре 2017 года был выпущен тизер-трейлер сезона, а также объявлена дата выхода сезона. Трейлер к сезону был выпущен 7 февраля 2018 года. В преддверии выхода сезона Netflix раскрыл названия эпизодов и творческие команды с обложками в виде бульварных комиксов для каждого эпизода, созданными женщинами-художницами. Среди художниц были, в соответствующем порядке для каждого эпизода: Стефани Ханс, Джен Бартел, Элизабет Торк, Кейт Нимчик, Колин Доран, Эрика Хендерсон, Одри Мокс, Джойс Чин, Дженни Фрисон, Эми Ридер, Эмануэла Лупаккино, Джун Бригман и Энни Ву. Премьера сезона состоялась на красной дорожке 7 марта 2018 года в AMC Loews Lincoln Square.

## Релиз
Второй сезон «Джессики Джонс» был выпущен 8 марта 2018 года, приуроченный к Международному женскому дню, на стриминговом сервисе Netflix по всему миру в формате Ultra HD 4K и c расширенным динамическим диапазоном. Этот сезон, наряду с дополнительными сезонами «Джессики Джонс» и другими сериалами Marvel от Netflix, был удалён из библиотеки Netflix 1 марта 2022 года из-за того, что лицензия Netflix на сериал закончилась, а Disney вернула права себе. Сезон стал доступен на Disney+ в США, Канаде, Великобритании, Ирландии, Австралии и Новой Зеландии 16 марта, в преддверии его дебюта на других рынках Disney+ к концу 2022 года.

## Реакция
На сайте-агрегаторе Rotten Tomatoes сезон держит рейтинг 82 % на основе 89 отзывов со средним рейтингом 7,0/10. Критический консенсус сайта гласит: «В то время как „Джессика Джонс“ выходит медленнее и с меньшим фокусом, чем в первом сезоне, её новая привлекательная арка персонажа более полно описывает самого харизматичного Защитника». На Metacritic сезон получил 70 баллов из 100 на основе 19-и критиков, что указывает на «в целом благоприятные отзывы».
В своём обзоре к первым пяти эпизодам сезона Эллисон Кин из Collider поставила сезону 4 звезды из 5 возможных. Она чувствовала, что «сезон действительно начинает набирать обороты … как только мы знакомимся с центральной тайной: правдой, стоящей за IGH», а сезон становится «всё лучше и лучше по ходу». Однако, как и в предыдущих сериалах Marvel от Netflix, сезон страдал от проблем с темпом, показывая «минимальную или несуществующую партитуру, сцены, которые продолжаются слишком долго, и ограниченное количество монтажных склеек, из-за которых создаётся ощущение, что всё происходит в реальном времени. В этом отношении он не так плох, как любой другой сериал Marvel на Netflix, даже близко не так плох, но это всё равно проблема, и, как ни странно, она до сих пор не решена с точки зрения количества эпизодов (или более короткой продолжительности эпизодов)». Кин также чувствовала, что сезону не хватало «движущей силы» из-за отсутствия Дэвида Теннанта в роли Килгрейва, но она была рада, что сезон в значительной степени проигнорировал события «Защитников», сосредоточившись на Джонс и её отношениях. Присудив сезону оценку «B», Лиз Шеннон Миллер из IndieWire сказала, что режиссёры сезона, состоящие исключительно из женщин, сохранили «нуарную направленность шоу, хотя и не слишком сильно вторгаются в сферу искусства — но чистый подход работает, как и всегда приземлённое и правдоподобное выступление Риттер». Ей также понравилась медицинская сюжетная линия Хогарт, сказав, что это была «одна из самых захватывающих новых сюжетных линий», несмотря на то, что она не связана с общим повествованием на протяжении первых пяти эпизодов. По мнению Миллер, Джанет Мактир была «самым динамичным элементом этих ранних эпизодов. Несмотря на то, что у неё есть потенциал быть противоположностью главной героини, её недостаточно, чтобы зацепить нас, не говоря уже об отсутствии эмоционального зацепа, который был у нас с Килгрейвом в первом сезоне». Миллер также чувствовала, что сюжету не хватает направления, и согласилась с Кин по поводу проблем с темпом.
Джо Берри из Digital Spy сказала в своём обзоре: «Хотя в начале нового сезона не хватает фокуса первого и не хватает по-настоящему грозного плохого парня, с которым Джессика могла бы сразиться, новые дополнения и расширенные сюжетные линии не умаляют мощного выступления Риттер… Если отбросить придирки, это мрачно-приятное возвращение Джессики Джонс, во многом благодаря сильным сценариям, блестящей режиссуре и захватывающей игре Риттер». В более неоднозначном обзоре Дэвид Бетанкур из «The Washington Post» отметил, что сезону «не хватает шоковой ценности». В то время как Риттер «всё ещё привносит свою первоклассную игру… Поначалу кажется, что именно отсутствия Килгрейва не хватает во втором сезоне». Он похвалил актёрский состав второго плана, посчитав, что у Дарвилла «выдающаяся игра» в роли Малкольма, а его связь с более широкой сюжетной линией «удивительна и за ней приятно наблюдать», а также похвалил Тейлор, добавив, что «не помешало бы привлечь [Тейлор]» в роли её альтер-эго Адской Кошки из комиксов, чтобы помочь сезону, который «отстаёт в начале».
Напротив же, Сюзана Поло из Polygon осталась разочарованной и ей наскучили ранние эпизоды, и она также отметила отсутствие впечатляющего антагониста в сезоне. Она сказала: «Я не вижу, чтобы второй сезон „Джессики Джонс“ завоевал кого-либо, кто равнодушно относился к её первому сезону, или кого-либо, кто полностью пропустил его. Я большая фанатка, и даже я после этих первых пяти серий задавалась вопросом, что именно случилось с сериалом, который захватил меня и ни разу не отпускал в 2015 году».